# 仮面の正体
仮面の正体（かめんのしょうたい、英：Unmasked）は1980年にキッスが発表した8枚目のスタジオ・アルバム。
オリジナル・ドラマーのピーター・クリスが在籍中に発表された最後のアルバムである。

## 解説
前作『地獄からの脱出』のヒットに気を良くしたメンバーは、前作を担当したプロデューサーのヴィニ・ポンシアを再度起用して、さらなるポップ化路線を進めた。前作では自作の1曲にしか参加していなかったクリスは、本作ではレコーディングにも曲作りにも一切関わっておらず、前作でも彼の代役を務めたアントン・フィグが全曲に参加した。
ポール・スタンレーが発案したアメリカン・コミックス風のジャケットは「キッスの素顔に迫る」というストーリーで、メンバーの評価は今一つだった。
収録曲の11曲のうちジェラルド・マクマホンの「イズ・ザット・ユー?」を除く10曲がオリジナルで、ポンシアが8曲の共作者に名を連ねている。キャッチーなナンバーを揃え、徹底的に売れ線を狙った。しかし期待したほどの反応は得られず、前作に比べて売上は下降した。次作『〜エルダー〜 魔界大決戦』（1981年）と共に混乱期を象徴する1作となった。「シャンディ」はシングル・ヒットしたが長続きしなかった。
クリスは「シャンディ」のPVの撮影を最後に脱退した。本作発売に伴うツアーは新メンバーのエリック・カーを迎えて行なわれたが、比較的短めに終了した。

## 収録曲
1. イズ・ザット・ユー? - IS THAT YOU? (3:59)作詞/作曲：ジェラルド・マクマホン
リード・ヴォーカルはスタンレー。
2. シャンディ - SHANDI (3:36)作詞/作曲：ポール・スタンレー、ヴィニ・ポンシア
リード・ヴォーカルはスタンレー。リードギターも彼が弾いている。
PVにはクリスも出演している。オーストラリアで大ヒットした。現在でも稀に演奏され、オーストラリアでは定番曲。
3. トーク・トゥ・ミー - TALK TO ME (4:02)作詞/作曲：エース・フレーリー
リード・ヴォーカルはフレーリー。リズム・ギターとベース・ギターも彼が弾いている。
シングル・カットされた[3]。
4. 裸の街 - NAKED CITY (3:52)作詞/作曲：ジーン・シモンズ、ヴィニ・ポンシア、ボブ・キューリック、ペペ・カストロ
リード・ヴォーカルはシモンズ。
ポップな楽曲が多い中、唯一トーンが暗いが都会的な雰囲気の曲。
5. 心のままに - WHAT MAKES THE WORLD GO 'ROUND (4:15)作詞/作曲：ポール・スタンレー、ヴィニ・ポンシア
リード・ヴォーカルはスタンレー。
6. トゥモロー - TOMORROW (3:17)作詞/作曲：ポール・スタンレー、ヴィニ・ポンシア
リード・ヴォーカルはスタンレー。ベース・ギターも彼が弾いている。
日本でシングル・カットされた[4]。
7. 魔性の誘惑 - TWO SIDES OF THE COIN (3:16)作詞/作曲：エース・フレーリー
リード・ヴォーカルはフレーリー。リズム・ギターとベース・ギターも彼が弾いている。
8. 奈落の天使 - SHE'S SO EUROPEAN (3:32)作詞/作曲：ジーン・シモンズ、ヴィニ・ポンシア
リード・ヴォーカルはシモンズ。
9. 傷だらけの素顔  - EASY AS IT SEEMS (3:25)作詞/作曲：ポール・スタンレー、ヴィニ・ポンシア
リード・ヴォーカルはスタンレー。
前作アルバムのヒットシングル「ラヴィン・ユー・ベイビー」と同様に、ディスコ調のサウンドとなっている。
10. トーピード・ガール  - TORPEDO GIRL (3:45)作詞/作曲：エース・フレーリー、ヴィニ・ポンシア
リード・ヴォーカルはフレーリー。リズム・ギターとベース・ギターも彼が弾いている。
当初タイトルは"Tokio Girl"だったが、欧米のファンを考慮して変更された。一部、日本語訳が困難な歌詞がある。
11. お前のすべて - YOU'RE ALL THAT I WANT (3:04)作詞/作曲：ジーン・シモンズ、ヴィニ・ポンシア
リード・ヴォーカルはシモンズ。
本作発売に伴うツアーでは、ごく一部の公演でしか演奏されなかった。